# Julius Schlegel (Offizier)

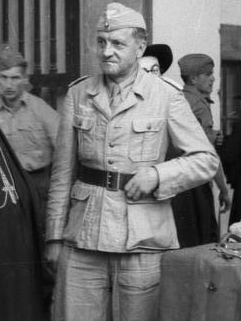
Julius Schlegel auf Montecassino

Julius Schlegel (* 14. August 1895 in Wien; † 8. August 1958 ebenda) war ein österreichischer Offizier der Wehrmacht. Er rettete die Kunstschätze des Klosters von Montecassino.

## Leben
Julius Schlegel diente im Ersten Weltkrieg bei der Fliegertruppe und wurde 1917 in den Isonzoschlachten verwundet. 1939 als Offizier zur Luftwaffe (Wehrmacht) einberufen, nahm er am Westfeldzug, von 1941 bis 1943 in Instandsetzungseinrichtungen der Luftwaffe am Deutsch-Sowjetischen Krieg, am Afrikafeldzug und am Kampf um Sizilien teil. Im Mai 1943 zur Fallschirm-Panzer-Division 1 Hermann Göring versetzt, erkannte er als Kommandeur der Instandsetzungsabteilung bei der Lageentwicklung an der Gustav-Linie die zunehmende Bedrohung der Abtei Montecassino. Er trug am 14. Oktober 1943 dem Erzabt Gregorio Diamare seine Befürchtungen vor und bot Hilfe bei einer vorsorglichen Bergungsaktion an. Zunächst misstrauisch, willigte Diamare ein. Drei Tage später begann der Abtransport der Güter nach Vatikanstadt. Mit dem Entschluss aus eigener Verantwortung riskierte Schlegel ein kriegsgerichtliches Verfahren. Am 23. Oktober meldeten Sender der Alliierten in alle Welt, dass die Division Hermann Göring das Kloster Montecassino plündert. Nun musste Schlegel die Aktion seinem Divisionskommandeur Paul Conrath melden und um Zustimmung bitten. Sie wurde von den vorgesetzten Dienststellen erteilt. In 120 Lkw-Ladungen, zum Teil in eigens dafür angefertigten Kisten, wurden die Kunstschätze des Klosters über die 140 km in die Engelsburg verbracht. Darunter waren 70.000 Bände der Bibliothek, 1.200 unersetzliche Handschriften mit Werken von Marcus Tullius Cicero, Horaz, Vergil, Ovid und Seneca, 80.000 Urkunden, Kultgegenstände aus Edelmetall und die Reliquien des Benedikt von Nursia. Geborgen wurden auch wertvolle Gemälde, die aus dem Museo di Capodimonte in die „Sicherheit“ Montecassinos gebracht worden waren, darunter Bilder von Leonardo da Vinci, Domenico Tintoretto, Domenico Ghirlandaio, Pieter Bruegel dem Älteren, Tizian und Raffael. Die Aktion wurde im November 1943 abgeschlossen. In einem feierlichen Akt wurden die in Spoleto zwischengelagerten letzten Stücke im Dezember in Rom übergeben. Schlegel erhielt eine lateinische Urkunde. Übersetzt lautet der Text: 

„Im Namen unseres Herrn Jesus Christus! Dem erlauchten und geliebten Militärtribun Julius Schlegel, der die Mönche und Güter des Klosters Cassino gerettet hat, danken die Cassinenser aus ganzem Herzen und bitten Gott um sein ferneres Wohlergehen.“

Der 1. Fallschirmjäger-Division wurde nach der Zerstörung des Klosters vom Erzabt bescheinigt: „Ich erkläre wahrheitsgetreu, dass sich innerhalb des Bereichs der heiligen Abtei Montecassino niemals ein deutscher Soldat aufgehalten hat; dass eine Zeitlang nur drei Militärpolizisten anwesend waren zu dem alleinigen Zweck, die Respektierung der neutralen Zone zu gewährleisten, die um die Abtei errichtet war.“ Auf Grund der Behauptung, das Kloster sei ein deutscher Beobachtungs- und Verteidigungsstützpunkt, wurde es am 15. Februar 1944 von 254 alliierten Flugzeugen mit 570 Tonnen Bomben in Schutt und Asche gelegt. Im Juli 1944 verlor Schlegel bei einem Jagdbomberangriff in Italien ein Bein. Als Kriegsversehrter nach Wien heimgekehrt, hatte er zunächst unter falschen Anschuldigungen zu leiden. Er wurde von den Alliierten als mutmaßlicher Plünderer inhaftiert, aber dank der Aussagen der Mönche von Montecassino, die die Transporte nach Rom begleitet hatten, schließlich von diesem Vorwurf freigesprochen. Schlegel war in den 1950er Jahren für die Österreichische Volkspartei Mitglied des Wiener Gemeinderates. Am 14. August 1958 wurde er auf dem Döblinger Friedhof begraben. Gewürdigt wurde er unter anderem vom Abt des Schottenstiftes: 

„In dieser Stunde, in der wir das, was an Dir sterblich war, der Erde übergeben, da ertönen die Glocken der Benediktinerabteien in aller Welt, um Deiner heroischen Tat zu gedenken, die nicht nur das Mutterkloster des Benediktinerordens vor unersetzlichen Verlusten bewahrt hat, sondern auch Beweis dafür war, wie sehr ein Mensch in schwerer Zeit und Bedrängnis imstande war, Gutes zu tun.“

Der Wiederaufbau des Klosters bis 1955 war vor allem deshalb möglich, weil Schlegel auch alle Baupläne gerettet hatte.

## Erinnerung

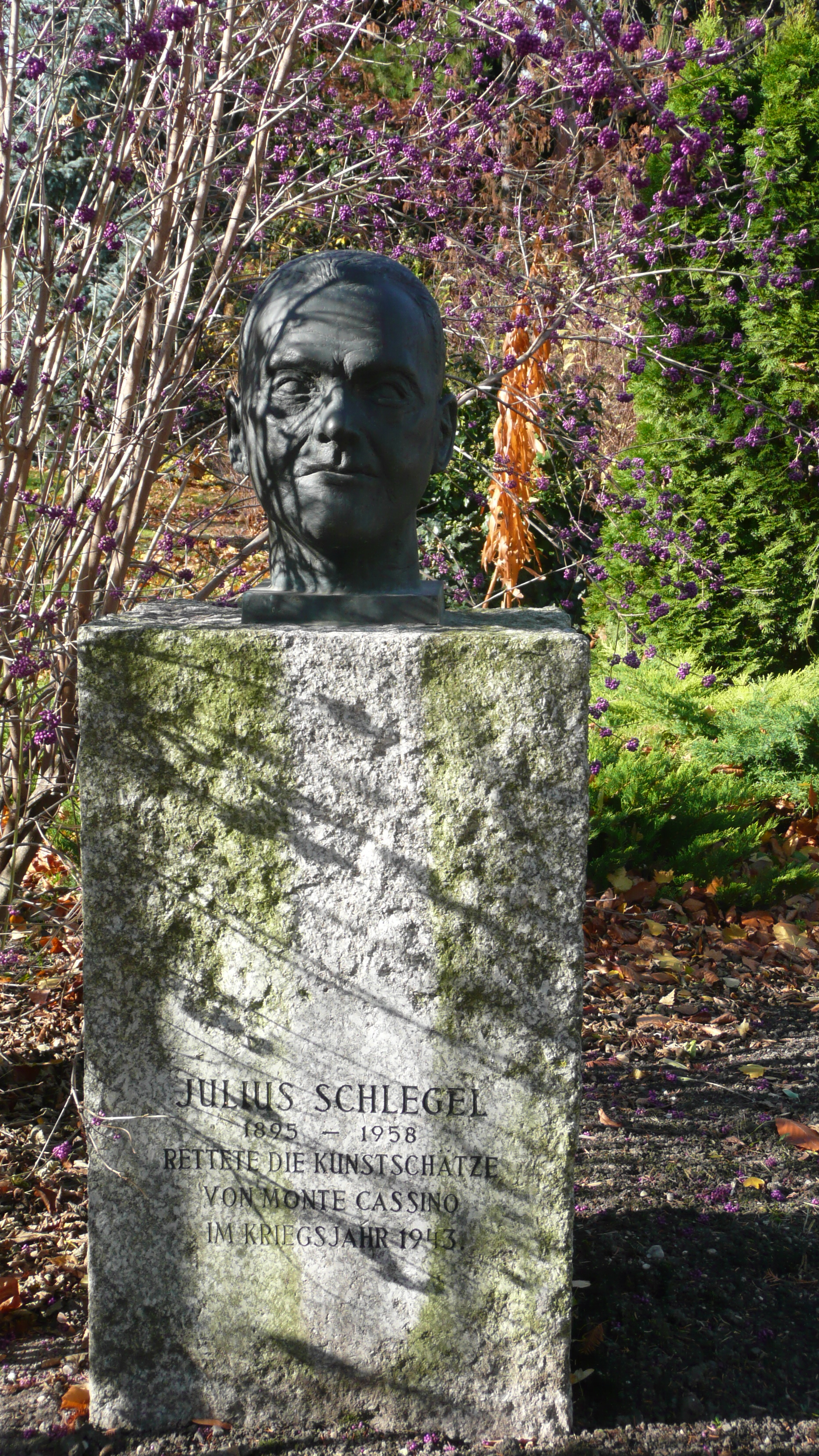
Büste im Wertheimsteinpark

- Gedenktafel an seinem Wohnhaus in Wien
- Denkmal im Wertheimsteinpark
- Gedenktafel in der Krypta des Schottenstiftes
- Schlegels Totenmaske, Erkennungsmarke und ein Feldstecher aus seinem persönlichen Besitz sind im Heeresgeschichtlichen Museum ausgestellt (Saal Republik und Diktatur).
- Der 1958 erschienene Kriegsfilm Die grünen Teufel von Monte Cassino behandelt die Rettung der Kunstschätze durch Schlegel, der im Film von Ewald Balser gespielt wurde.
- Julius-Schlegel-Gasse in Stammersdorf